# 川辺小都子
川辺 小都子（かわべ さとこ　1964年11月17日 - ）は、日本のパーソナリティ、リポーター、ナレーター。株式会社シー・フォルダ所属。主に1990年代初期にはFM-FUJIのDJとして活動した。

## 主な出演番組

### ラジオ
- SUNSET CALLING（FM-FUJI）
- SOUND SPEC.（FM-FUJI）

など